# آرچی گلدی
آرچی گلدی (انگلیسی: Archie Goldie; ۵ ژانویهٔ ۱۸۷۴ – ۷ آوریل ۱۹۵۳) بازیکن فوتبال اهل بریتانیا بود.
از باشگاه‌هایی که در آن بازی کرده‌است می‌توان به باشگاه فوتبال لیورپول، باشگاه فوتبال کرو آلکساندرا، باشگاه فوتبال بوتل، و باشگاه فوتبال بیرمنگام سیتی اشاره کرد.